# Gesellschaftsrecht (Österreich)
Das österreichische Gesellschaftsrecht regelt das Innen- und Außenverhältnis von Gesellschaften. 
Verfolgen mehrere Personen einen gemeinsamen Zweck können sie zu Verfolgung desselben eine Gesellschaft gründen. Dabei kann aus verschiedenen strukturell unterschiedlichen Gesellschaftstypen, die jeweils vom Gesetz vorgegeben sind, gewählt werden. Zwischen den Gesellschaftstypen bestehen teilweise gravierende Unterschiede; insbesondere in den Gründungsmodalitäten, der Organ- und Haftungsstruktur sowie im Anwendungsbereich. Auch Unterschiede im Steuer- und Sozialversicherungsrecht sind zu beachten. Folgende Gesellschaftsformen stehen zur Auswahl: 
- Gesellschaft mit beschränkter Haftung (GmbH)
- Flexible Kapitalgesellschaft / Flexible Company (FlexKapG, FlexCo)
- Aktiengesellschaft (AG)
- Offene Gesellschaft (OG)
- Kommanditgesellschaft (KG)
- Gesellschaft bürgerlichen Rechts (GesbR)
- Stille Gesellschaft (stGes)
- Erwerbs- und Wirtschaftsgenossenschaft (Gen)